# Jorge Guillén
Jorge Guillén Álvarez (Valladolid, España; 18 de enero de 1893 - Málaga, España; 6 de febrero de 1984) fue un poeta y crítico literario español de la generación del 27.

## Biografía
Nació en Valladolid, donde residió durante su infancia y su juventud. Siempre dijo que "era de Valladolid". Estudió sus primeras letras y Bachillerato en su ciudad natal y, aunque comenzó Filosofía y Letras en Madrid alojado en la Residencia de Estudiantes, se licenció en la Universidad de Granada. Desde 1909 hasta 1911 vivió en Suiza. Su vida transcurrió paralela a la de su amigo Pedro Salinas, a quien sucedió como lector de español en La Sorbona desde 1917 a 1923. En esos años hizo varios viajes por Europa; en uno de ellos, en 1919, conoció a Germaine Cahen, con la que se casó dos años más tarde. Tuvieron dos hijos: el crítico y destacado especialista en literatura comparada Claudio Guillén (1924-2007) y Teresa, quien se casó con el crítico Stephen Gilman, un hispanista profesor en Harvard, discípulo de Américo Castro.
Guillén obtuvo su doctorado en 1924 en la Universidad de Madrid con su disertación sobre Góngora, notoriamente difícil, y al mismo tiempo expuso uno de sus grandes poemas, el Polifemo. Ocupó la Cátedra de Literatura de la Universidad de Murcia desde 1925 hasta 1929, donde, junto a Juan Guerrero Ruiz y José Ballester Nicolás, fundó la revista literaria Verso y Prosa para sustituir al Suplemento Literario de La Verdad y elevarlo de nivel.
A pesar de sus ocupaciones académicas continuó visitando la Residencia de Estudiantes, limitándolas en sus vacaciones. Esto le permitió conocer a los jóvenes miembros de la generación del 27 como Rafael Alberti y Federico García Lorca. Mantuvo contacto con ellos. Una vez se citó con Lorca en un Club de Arte en Valladolid; allí Guillén pronunció una introducción de su poemario, en el que se reflejaba como un hombre compasivo y gran poeta, a pesar de haber editado tan solo una colección de poemas.
Empezó a escribir Cántico y publicó crítica literaria en la prensa, y sus primeros poemas sueltos en revistas. En diciembre de 1928 apareció en la Revista de Occidente la primera edición de Cántico; hizo un lectorado en la Universidad de Oxford (1929-1931) y en este último año se incorporó a la Universidad de Sevilla.
La guerra civil española le sorprendió en Valladolid y fue brevemente encarcelado en Pamplona; volvió a su Cátedra de Sevilla y se acercó brevemente a Falange Española, traduciendo el Canto a los mártires de España de Paul Claudel, que se publicó con el yugo y la flechas en la portada, edición de la que más tarde se arrepintió. Fue sometido a un expediente de depuración por ser «simpatizante de las izquierdas», «militante de Acción Republicana», dar «conferencias en el Instituto Hispano-Cubano en unión de otros catedráticos militantes de izquierdas» y ser «de avanzada ideología en el orden político y religioso». En uno de los informes en que se basaban estas acusaciones se decía: «en Madrid fue del grupo vanguardista de intelectuales, en su mayoría de izquierdas. 
En 1947 muere Germaine y se jubila en el Wellesley College en 1957; marcha entonces a Italia, donde contrae segundas nupcias en Florencia (1958) con Irene Mochi-Sismondi, su segunda esposa, y se traslada después a Málaga; sin embargo ya había estado en España por primera vez desde la guerra en 1949, cuando fue a visitar a su padre enfermo. Reanuda su labor docente en Harvard y Puerto Rico, pero una caída con rotura de cadera le aparta de la docencia en 1970; en 1976 recibe el Premio Cervantes y en 1977 el Premio Internacional Alfonso Reyes. Fue nombrado Hijo Predilecto de Andalucía en 1983, un año antes de morir en Málaga el 6 de febrero de 1984. Sus restos mortales reposan en el Cementerio Anglicano de San Jorge, Málaga.
En 1961 contrajo matrimonio en Bogotá con Irene Mochi-Sismondi, a quien había conocido en Florencia en 1958. Reanudó su labor docente en Harvard y Puerto Rico, pero una caída con rotura de cadera le apartó de la docencia en 1970; en 1976 recibió el primer Premio Cervantes y en 1977 el Premio Internacional Alfonso Reyes. Fue nombrado Hijo Predilecto de Valladolid en 1982, así como Hijo Predilecto de Andalucía en 1983, un año antes de morir en Málaga el 6 de febrero de 1984. Sus restos mortales reposan en el Cementerio Anglicano de San Jorge, Málaga.
En 1992 se constituyó la Fundación Jorge Guillén con sede en la ciudad de Valladolid.

## Análisis
Por su inclinación a la poesía pura, algunos críticos lo consideran el discípulo más directo de Juan Ramón Jiménez. Guillén se introduce tardíamente en el terreno literario: a los treinta y cinco años publica su primer libro, Cántico, que será ampliado en diversas ediciones, pues desde el principio pensó en su obra como un todo orgánico, al que dio el título general de Aire nuestro. Si Aleixandre es el poeta del pesimismo cósmico, Guillén lo es del optimismo. «El mundo está bien hecho», proclama, lo que en la posguerra española le supuso una cierta enemistad entre los poetas existenciales y sociales que padecían las duras consecuencias de la guerra, por lo cual el poeta se corregirá más tarde, en Clamor: «El mundo de los hombres está mal hecho».
Sus poemas parten de situaciones concretas para extraer de ellas las ideas o sentimientos más quintaesenciados; el estilo que adopta está al servicio de tal proceder: usa un lenguaje extraordinariamente elaborado, tras un riguroso proceso de eliminación y selección; despoja al lenguaje de los halagos de la musicalidad fácil y de otros recursos que tocan directamente nuestra sensibilidad; de ahí que su poesía resulte difícil no por su acumulación de ornato, sino por su condensación y densidad: cada frase, cada palabra intenta desnudar la esencia de lo que el poeta nos presenta. A esta atención por lo esencial responden algunos rasgos de su estilo:
- Abundancia de sustantivos, a menudo sin artículo, y de frases nominales, sin verbo, porque los nombres recogen la esencia de las cosas, no su existencia, como el verbo.
- Frecuencia de oraciones exclamativas.
- Uso preferente del verso corto o de arte menor.

Cántico fue editado por primera vez en 1928 en la Revista de Occidente y constaba solo de 75 poemas. La versión final, publicada en 1950 en Buenos Aires, tiene 334 poemas divididos en cinco partes: «Al aire de tu vuelo», «Las horas situadas», «El pájaro en la mano», «Aquí mismo» y «Pleno ser». En esta obra exalta el goce de existir, la armonía del cosmos, la luminosidad, plenitud del ser y la integración del poeta en un universo perfecto donde muchas veces se funden amada y paisaje. El optimismo y la serenidad presiden los diferentes poemas que componen el libro.
A causa de la experiencia de la guerra española, en su siguiente libro poético, Clamor, Guillén toma conciencia de la temporalidad y da entrada a los elementos negativos de la historia: la miseria, la guerra, el dolor, la muerte... Si Cántico es el agradecimiento del poeta por la perfección de la creación, en Clamor se cuartea la creencia en la perfección del cosmos. Sin embargo, no es un libro angustioso o pesimista pues en él domina el deseo de vivir. Esta obra se compone de tres volúmenes Maremágnum (1957), cuyo núcleo central —«Luzbel desconcertado» y «La hermosa y los excéntricos»— presenta la falta de armonía; Que van a dar en el mar (1960), donde desarrolla la idea de la continuidad que proporciona la muerte, y A la altura de las circunstancias (1963), donde aparece la lucha por restablecer el equilibrio.
Homenaje fue publicado en 1967. Como indica su título, Guillén exalta a personas destacadas del mundo de las artes y las ciencias usando las técnicas del monólogo dramático y del retrato.
Con Aire nuestro tituló la compilación de sus tres grandes libros de poesía hasta 1968. Todavía publicaría Y otros poemas (1973) y Final (1982).
La complejidad de la obra guilleniana reside en su ideal de poesía pura, que se resume en: supresión de lo anecdótico, sustantivación de los adjetivos, escasez de verbos, precisión lingüística y concentración temática.

## Obras

### Lírica
- Cántico (75 poemas), Revista de Occidente, Madrid, 1928
- Cántico (125 poemas), Cruz y Raya, Madrid, 1936
- Cántico (270 poemas), Litoral, México, 1945
- Cántico (334 poemas), Editorial Sudamericana, Buenos Aires, 1950
- Huerto de Melibea, M., Ínsula, 1954
- Del amanecer y el despertar, Valladolid, 1956
- Clamor. Maremagnun, Bs. As., Sudamericana, 1957
- Lugar de Lázaro, Málaga, Col. A quien conmigo va, 1957
- Clamor... Que van a dar en la mar, Bs. As., Sudamericana, 1960
- Historia natural, Palma de Mallorca, Papeles de Sons Armadans, 1960
- Las tentaciones de Antonio, Florencia/Santander, Graf. Hermanos Bedia, 1962
- Según las horas, Puerto Rico, Editorial Universitaria, 1962
- Clamor. A la altura de las circunstancias, Bs. As., Sudamericana, 1963
- Homenaje. Reunión de vidas, Milán, All'Insegna del Pesce d'oro, 1967
- Al margen. Palma de Mallorca, 1967
- Aire nuestro: cántico, clamor, homenaje, Milán, All'Insegna del Pesce d'oro, 1968
- Guirnalda civil, Cambridge, Halty Eferguson, 1970.[12] Guirnalda Civil, Editorial Páramo, 2024, ISBN 978-84-128128-3-1.[13]
- Al margen, M., Visor, 1972
- Y otros poemas, Bs. As., Muchnik, 1973
- Convivencia, M., Turner, 1975
- Historia muy natural. M. Hiperión, 1980.
- El poeta ante su obra. Ed. de Reginald Gibbons y Anthony L. Geist. M. Hiperión, 1980.
- Final, B., Barral, 1981
- La expresión, Ferrol, Sociedad de Cultura Valle-Inclán, 1981.
- Mecánica Celeste, Madrid, Huerga y Fierro editores, 2001. Edición y prólogo de Jorge Urrutia.

### Crítica
- Lenguaje y poesía (1962)
- El argumento de la obra (1969)
- En torno a Gabriel Miró: breve epistolario (1973)
- «Prólogo» a Obras de Federico García Lorca (1898–1936).

### Traducción
- Le Cimetière marin de Paul Valéry (1930).
- A los mártires españoles de Paul Claudel (1937).